# Classe Spruance

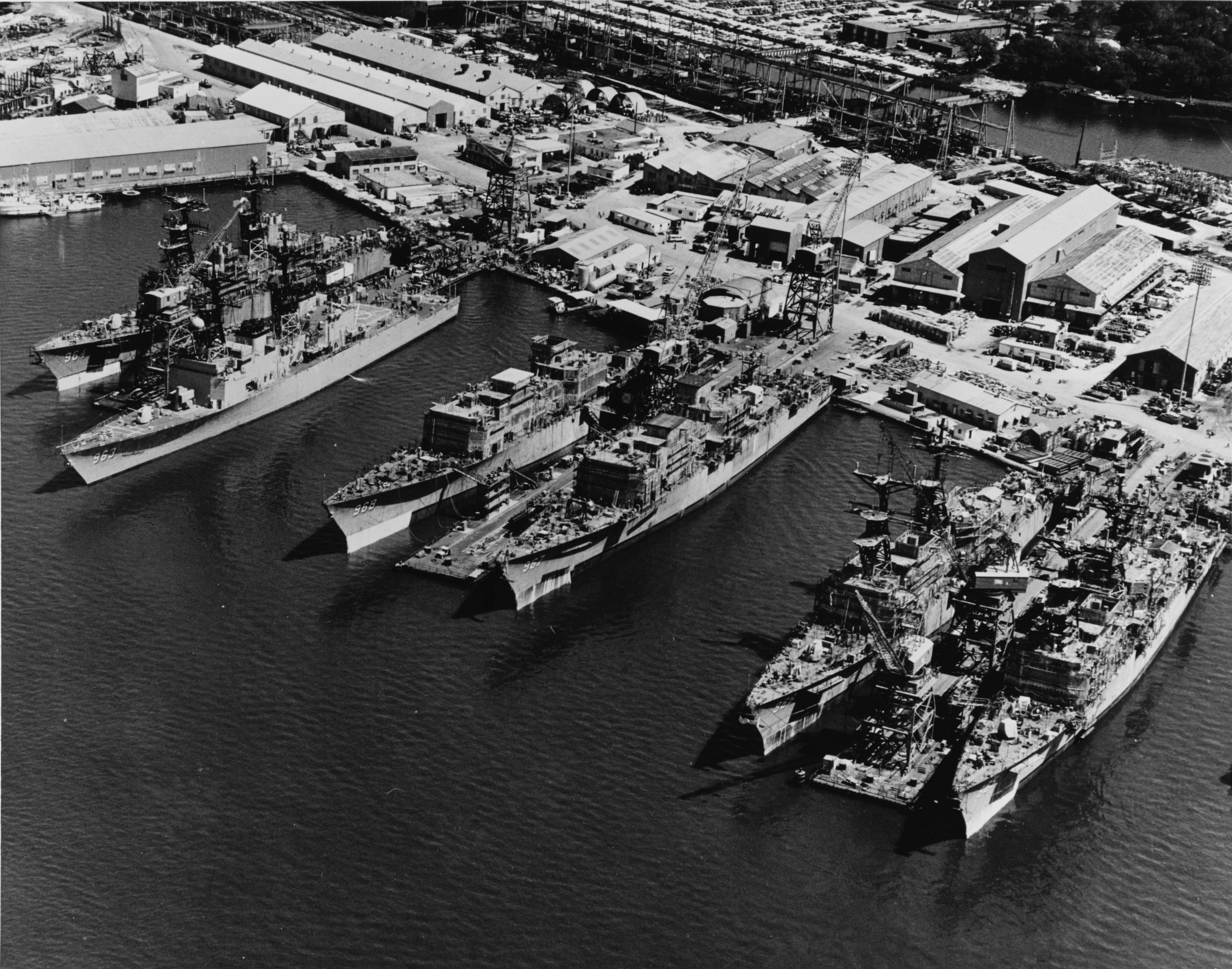
Navios da classe Spruance no estaleiro Litton East Bank Shipyard, Pascagoula, Mississippi (1975).

Classe Spruance foi uma classe de navios de guerra do tipo contratorpedeiro desenvolvida para a Marinha dos Estados Unidos com o objetivo de substituir os navios de mesmo tipo da Classe Allen M. Summer que foram construídos e atuaram na Segunda Guerra Mundial.

## Projeto
Foi o principal contratorpedeiro construído para a Marinha dos Estados Unidos durante os anos 70. Os navios da classe Spruance foram projetados para atuar no grupo de escolta a força-tarefa liderada por porta-aviões de propulsão nuclear. O primeiro navio a ser comissionado em 1975, foi o USS Spruance (DD-963) que era movido a turbina de propulsão a gás e contava com sistema de armas totalmente digital, inclusive mísseis de cruzeiro Tomahawk.  Os navios ficaram em operação por três décadas, a ao invés de prolongar a vida da classe, a Marinha norte-americana optou por acelerar a sua aposentadoria. O último navio da classe foi desmontado em 2005.
Os navios tinham recursos para combate anti-submarino (ASW), com armamento e mísseis de defesa anti-aérea (AAW), tendo condições de desenvolver ataques a outros navios ou atingir objetivos em terra.

## Navios na Classe Spruance
Todos os navios foram construídos no estaleiro Ingalls Shipbuilding uma divisão da Northrop Grumman Newport News em Pascagoula.
| Navio             | No. na amurada | Comissionamento– Decomissionamento |  |
| ----------------- | -------------- | ---------------------------------- |  |
| Spruance          | DD-963         | 1975–2005                          |  |
| Paul F. Foster    | DD-964         | 1976–2003                          |  |
| Kinkaid           | DD-965         | 1976–2003                          |  |
| Hewitt            | DD-966         | 1976–2001                          |  |
| Elliot            | DD-967         | 1977–2003                          |  |
| Arthur W. Radford | DD-968         | 1977–2003                          |  |
| Peterson          | DD-969         | 1977–2002                          |  |
| Caron             | DD-970         | 1977–2001                          |  |
| David R. Ray      | DD-971         | 1977–2002                          |  |
| Oldendorf         | DD-972         | 1978–2003                          |  |
| John Young        | DD-973         | 1978–2002                          |  |
| Comte de Grasse   | DD-974         | 1978–1998                          |  |
| O'Brien           | DD-975         | 1977–2004                          |  |
| Merrill           | DD-976         | 1978–1998                          |  |
| Briscoe           | DD-977         | 1978–2003                          |  |
| Stump             | DD-978         | 1978–2004                          |  |
| Conolly           | DD-979         | 1978–1998                          |  |
| Moosbrugger       | DD-980         | 1978–2000                          |  |
| John Hancock      | DD-981         | 1978–2000                          |  |
| Nicholson         | DD-982         | 1979–2002                          |  |
| John Rodgers      | DD-983         | 1979–1998                          |  |
| Leftwich          | DD-984         | 1979–1998                          |  |
| Cushing           | DD-985         | 1979–2005                          |  |
| Harry W. Hill     | DD-986         | 1979–1998                          |  |
| O'Bannon          | DD-987         | 1979–2005                          |  |
| Thorn             | DD-988         | 1980–2004                          |  |
| Deyo              | DD-989         | 1980–2003                          |  |
| Ingersoll         | DD-990         | 1980–1998                          |  |
| Fife              | DD-991         | 1980–2003                          |  |
| Fletcher          | DD-992         | 1980–2004                          |  |
| Hayler            | DD-997         | 1983–2003                          |  |